# Alan Clark (político)
Alan Kenneth Mackenzie Clark (Paddington, 13 de abril de 1928-Kent, 5 de septiembre de 1999) fue un diputado conservador británico, autor y escritor. Fue ministro subalterno en los gobiernos de Margaret Thatcher en los Departamentos de Empleo, Comercio y Defensa. Fue nombrado miembro del Consejo Privado del Reino Unido en 1991.
Fue autor de varios libros de historia militar, entre ellos su controvertida obra The Donkeys (1961), que inspiró la sátira musical Oh, What a Lovely War!
Clark se hizo famoso por su extravagancia, ingenio, irreverencia y apoyo a los derechos de los animales. Norman Lamont lo definió como "el político más políticamente incorrecto, franco, iconoclasta y temerario de nuestros tiempos". Clark es especialmente recordado por sus Alan Clark Diaries, en tres volúmenes, que contienen un sincero relato de la vida política bajo el mandato de Thatcher y una conmovedora descripción de las semanas que precedieron a su muerte, en las que siguió escribiendo hasta que ya no pudo concentrarse en la página.

## Primeros años
Alan Clark nació en el número 55 de Lancaster Gate, Londres, y fue el hijo mayor del historiador de arte Kenneth Clark (más tarde Lord Clark), de ascendencia escocesa, y de su esposa Elizabeth Winifred Clark (de soltera Martin), que era irlandesa. Su hermana y su hermano, los gemelos Colette (conocida como Celly) y Colin, nacieron en 1932. A la edad de seis años empezó a estudiar en Egerton House, una escuela preparatoria de Marylebone, y a los nueve años entró como interno en el St Cyprian's School de Eastbourne. Clark fue uno de los setenta niños rescatados cuando el edificio de la escuela fue destruido por un incendio en mayo de 1939. Fue trasladado con la escuela a Midhurst.
En septiembre de 1940, con la Luftwaffe amenazando el sureste de Inglaterra, los Clark trasladaron a su hijo a un lugar más seguro en el Cheltenham College Junior School. De allí pasó a Eton en enero de 1942. En febrero de 1946, mientras estaba en Eton, se alistó en el regimiento de entrenamiento territorial del Household Cavalry, con base en Windsor, pero fue licenciado en agosto, cuando ya había dejado Eton. A continuación, fue a Christ Church, Oxford, donde estudió Historia Moderna con Hugh Trevor-Roper, obteniendo una licenciatura de tercera clase. Después de Oxford, escribió artículos para la prensa del motor, antes de iniciar la carrera de abogado. Se colegió en 1955, pero no ejerció la abogacía. En su lugar, comenzó a estudiar de forma privada la historia militar con vistas a escribir profesionalmente sobre el tema.

## Historiador militar[3]
El primer libro de Clark, The Donkeys (1961), fue una historia revisionista de las campañas de la Fuerza Expedicionaria Británica (BEF) al comienzo de la Primera Guerra Mundial. El libro abarca las operaciones del Frente Occidental durante 1915, incluyendo las ofensivas de Neuve Chapelle, Aubers Ridge y Loos, y terminando con la dimisión forzada de Sir John French como Comandante en Jefe de la BEF, y su sustitución por Douglas Haig. Clark describe las escenas de la batalla y critica las acciones de varios de los generales implicados en la gran pérdida de vidas que se produjo. Gran parte del libro se basa en las maniobras políticas entre bastidores mientras los comandantes se disputaban la influencia, y en las dificultades de Sir John French para tratar con sus aliados franceses y con Herbert Kitchener. Los propios diarios de Haig se utilizan para demostrar cómo Haig se posicionó para asumir el mando. La publicación se vendió bien, y sigue imprimiéndose 50 años después de su primera tirada, siendo considerada una obra importante sobre la experiencia británica en la Guerra Mundial.
El título del libro fue extraído de la expresión "Leones conducidos por burros", que ha sido ampliamente utilizada para comparar a los soldados británicos con sus comandantes. En 1921, la princesa Evelyn Blücher publicó sus memorias, en las que atribuía la frase a OHL (el cuartel general alemán) en 1918. Clark no pudo encontrar el origen de la expresión. Prologó el libro con un supuesto diálogo entre dos generales y atribuyó el diálogo a las memorias del general alemán Erich von Falkenhayn. Clark se mostró equívoco sobre la fuente del diálogo durante muchos años, pero en 2007, su amigo Euan Graham recordó una conversación a mediados de los años 60 en la que Clark, al ser cuestionado sobre la procedencia del diálogo, puso cara de vergüenza y dijo: "Bueno, yo lo inventé". Esta supuesta invención envalentonó a los críticos de Los burros para condenar la obra.
La elección del tema de Clark estuvo fuertemente influenciada por Lord Lee de Fareham, un amigo de la familia que nunca había olvidado lo que consideraba un desastre de la BEF. Al desarrollar su obra, Clark entabló una estrecha amistad con el historiador Basil Liddell Hart, que actuó como su mentor. Liddell Hart leyó los borradores y le preocupó el "descuido intermitente" de Clark. Elaboró varias listas de correcciones, que fueron incorporadas, y escribió: "Es una obra excelente, y a menudo brillantemente penetrante".
Incluso antes de su publicación, la obra de Clark fue atacada por los partidarios de Haig, entre ellos el hijo del mariscal de campo y los historiadores John Terraine, Robert Blake y Hugh Trevor-Roper, antiguo tutor de Clark, que estaba casado con la hija de Haig. Al publicarse, The Donkeys recibió comentarios muy favorables de Lord Beaverbrook, que recomendó la obra a Winston Churchill, y The Times publicó una crítica positiva. Sin embargo, John Terraine y A. J. P. Taylor escribieron reseñas condenatorias y el historiador Michael Howard escribió: "Como historia, no vale nada", criticando su "erudición descuidada". No obstante, Howard elogió su legibilidad y señaló que las descripciones de las batallas y los campos de batalla son "a veces magistrales". El mariscal de campo Montgomery dijo más tarde a Clark que era "un cuento espantoso: ha hecho usted un buen trabajo al exponer el fracaso total del generalato".
En años más recientes, la obra ha sido criticada por algunos historiadores por ser unilateral en su tratamiento de los generales de la Primera Guerra Mundial. Brian Bond, al editar una colección de ensayos sobre la historia de la Primera Guerra Mundial en 1991, expresó el deseo colectivo de los autores de ir más allá de los "estereotipos populares de los burros", aunque también reconoció que se cometieron graves errores de liderazgo y que los autores no harían mucho por rehabilitar la reputación de, por ejemplo, los altos mandos en el Somme.
El historiador Peter Simkins se quejó de que era frustrantemente difícil contrarrestar la opinión predominante de Clark. El profesor Richard Holmes formuló una queja similar, escribiendo que "Los burros de Alan Clark, a pesar de su brío y su divertida narración, añadía una veta de puro engaño a los escritos de la Primera Guerra Mundial. Su título se basa en "Leones guiados por burros". Lamentablemente para la exactitud histórica, no hay ninguna prueba de ello; ninguna. Ni una pizca. El verdadero problema es que estas historias se han vendido bien y siguen haciéndolo. Refuerzan el mito histórico al ofrecer al lector exactamente lo que espera leer". La obra de Clark fue calificada de "despreciable" por Henry Paget, el marqués de Anglesey, que consideraba a Clark como el escritor más arrogante y menos respetable sobre la Guerra, pero la imparcialidad de esta opinión puede haberse visto ensombrecida por el hecho de que la propia historia de Anglesey sobre la caballería británica había sido revisada por Clark con los comentarios "la caballería es casi siempre un desastre, un desperdicio de espacio y recursos". Graham Stewart, investigador de Clark para una historia política posterior que escribiría titulada Los tories, señaló: "Alan no dejaba de citar a la gente de forma selectiva para hacerla quedar mal".
Clark siguió publicando varias obras más de historia militar durante la década de 1960, entre ellas Barbarossa, en 1965, en la que examinaba la ofensiva de la Operación Barbarossa de la Segunda Guerra Mundial; también probó a escribir novelas, pero ninguno de los libros posteriores tuvo tanto éxito comercial ni atrajo la misma atención que The Donkeys, y abandonó el camino de la historia militar a mediados de la década de 1970 para seguir una carrera profesional en la política nacional.

## Carrera política
Completamente opuesto al Mercado Común, Clark se unió al Club de los Lunes de los Conservadores en 1968 y pronto fue presidente de su rama de Wiltshire. En 1971 fue incluido en la lista negra de la Oficina Central del Partido Conservador por ser demasiado derechista, pero tras las gestiones realizadas por él y otros, fue retirado de la lista negra.
En 1970 se presentó sin éxito a la elección de los conservadores por Weston super-Mare, perdiendo el puesto frente a Jerry Wiggin. Posteriormente se convirtió en diputado por Plymouth Sutton en las elecciones generales de febrero de 1974, con una mayoría de 8.104, cuando Harold Wilson sustituyó a Edward Heath como primer ministro de un gobierno laborista en minoría. En las elecciones generales de octubre de 1974, en las que los laboristas obtuvieron una pequeña mayoría general, los votos de Clark disminuyeron en 1.192 votos, pero siguió teniendo una cómoda mayoría con 5.188. Sus primeros cinco años en el Parlamento los pasó en los bancos de la oposición conservadora. En mayo de 1975 seguía siendo miembro del Club de los Lunes. No está claro cuándo dejó de ser miembro del club, pero posiblemente fue al convertirse en ministro del gobierno. Siguió participando en los actos del Club hasta 1992.
Durante la posterior contienda por el liderazgo del Partido, Airey Neave le instó a votar por Margaret Thatcher, pero se cree que se decantó por William Whitelaw. Al año siguiente llegó la votación libre sobre el Mercado Común y Clark, alabando el discurso de Enoch Powell, votó en contra. Al día siguiente dijo al diputado socialista Dennis Skinner que "preferiría vivir en una Gran Bretaña socialista que en una gobernada por un montón de extranjeros". Aunque le gustaba personalmente Margaret Thatcher, por la que sentía gran admiración, y el columnista George Hutchinson, que escribía en The Times, le propuso para formar parte del gabinete en la sombra, nunca fue promovido al gabinete, permaneciendo en puestos ministeriales de rango medio durante la década de 1980.
Clark obtuvo su primer puesto ministerial como Subsecretario de Estado Parlamentario en el Departamento de Empleo en 1983, donde fue responsable de impulsar la aprobación de la normativa relativa a la igualdad salarial en la Cámara de los Comunes. Su intervención en 1983 se produjo después de una cena con cata de vinos con su amigo de muchos años, Christopher Selmes. Irritado por lo que consideraba un discurso burocrático de funcionarios, se lanzó al galope sobre el guion, saltándose páginas de texto. La entonces diputada de la oposición Clare Short se levantó por una cuestión de orden y, tras reconocer que los diputados no pueden acusarse formalmente de estar borrachos en la Cámara de los Comunes, le acusó de ser "incapaz", un eufemismo de borracho. Aunque los bancos del Gobierno se enfurecieron por la acusación, Clark admitió más tarde en sus diarios que la cata de vinos le había afectado. Hasta la fecha, es el único diputado que ha sido acusado en la Cámara de los Comunes de estar borracho en el palco.
En 1986, Clark fue ascendido a Ministro de Comercio en el Departamento de Comercio e Industria. Fue durante esta época cuando se vio involucrado en la cuestión de las licencias de exportación a Irak, el asunto Matrix-Churchill. En 1989, fue nombrado Ministro de Adquisiciones de Defensa en el Ministerio de Defensa.
Clark dejó el Parlamento en 1992 tras la caída del poder de Margaret Thatcher. Su admisión durante el juicio de Matrix Churchill de que había sido "económico con la actualidad" en respuesta a las preguntas parlamentarias sobre lo que sabía con respecto a las licencias de exportación de armas a Irak, provocó el colapso del juicio y el establecimiento de la Investigación Scott, que ayudó a socavar el gobierno de John Major.
Clark se aburrió de la vida fuera de la política y regresó al Parlamento como miembro de Kensington y Chelsea en las elecciones de 1997, volviéndose crítico con el bombardeo de la OTAN sobre Yugoslavia.
Clark tenía fuertes opiniones sobre el sindicalismo británico, las diferencias raciales y las clases sociales, y era partidario de los derechos de los animales, el proteccionismo nacionalista y el euroescepticismo. Se refería a Enoch Powell como "El Profeta". Clark declaró en una ocasión: "Es natural estar orgulloso de tu raza y tu país", y en una reunión departamental, supuestamente se refirió a África como "Bongo Bongo Land". Sin embargo, cuando se le pidió que rindiera cuentas, Clark negó que el comentario tuviera connotaciones racistas, afirmando que se trataba simplemente de una referencia al Presidente de Gabón, Omar Bongo.
Clark argumentó que los medios de comunicación y el gobierno no detectaron el racismo hacia los blancos e ignoraron cualquier ataque racista contra ellos. Sin embargo, también calificó al presidente del Frente Nacional, John Tyndall, como "un poco cabeza de chorlito" y renegó de sus ideas.

Cuando Clark era ministro de Comercio, responsable de supervisar la venta de armas a gobiernos extranjeros, fue entrevistado por el periodista John Pilger, que le preguntó:
JP "¿Le molestaba personalmente que este equipo británico estuviera causando tal caos y sufrimiento humano (al suministrar armas para la guerra de Indonesia en Timor Oriental)?"
AC "No, en absoluto, nunca se me pasó por la cabeza. Me dices que esto estaba ocurriendo, yo no me enteré de ello ni lo supe".
JP "Bueno, incluso si no te hubiera dicho que estaba ocurriendo, el hecho de que suministremos equipos altamente eficaces a un régimen como ese no es una consideración, en lo que a ti respecta. No es una consideración personal. Te hago la pregunta porque he leído que eres vegetariano y te preocupa bastante la forma en que se matan los animales."
AC "Sí".
JP "¿Esa preocupación no se extiende a la forma en que se mata a los humanos, aunque sean extranjeros?"

AC "Curiosamente no. No".
Clark era un apasionado defensor de los derechos de los animales, y se unió a los activistas en las manifestaciones en Dover contra la exportación de animales vivos, y frente a la Cámara de los Comunes en apoyo del huelguista de hambre del Frente de Liberación Animal Barry Horne.

## Diarios
Clark publicó el primer volumen de sus diarios políticos y personales en 1993, que causaron una pequeña vergüenza en su momento con sus descripciones de altos políticos conservadores como Michael Heseltine, Douglas Hurd y Kenneth Clarke. Citó a Michael Jopling -refiriéndose a Heseltine, vice primer ministro de la época- diciendo: "El problema de Michael es que tuvo que comprar todos sus muebles" y lo juzgó "snob, pero cortante". Su relato de la caída de Thatcher en 1990 ha sido descrito como el más vívido que existe. Los dos volúmenes siguientes de sus diarios cubren los primeros y últimos años de la carrera parlamentaria de Clark. Los diarios revelan preocupaciones recurrentes sobre el militarismo japonés, pero sus verdaderos puntos de vista a menudo no están claros porque disfrutaba haciendo comentarios "irónicos" para incomodar a quienes creía que eran tontos, como su simpatía por una versión británica del nacionalsocialismo.

## Vida personal
En 1958, Clark, de 30 años, se casó con Jane (Caroline), de 16 años, hija de la Coronel Leslie Brindley Bream Beuttler OBE del Regimiento del Duque de Wellington y descendiente por parte de su madre del ornitólogo escocés William Robert Ogilvie-Grant, nieto del 6.º Conde de Seafield. Estuvieron casados durante 41 años y tuvieron dos hijos:
- James Alasdair Kenneth Clark (nacido en 1960, fallecido el 15 de agosto de 2019)
- Andrew McKenzie Clark (nacido en 1962)

Su hijo mayor James (que vivía en Eriboll, una finca escocesa) murió de un tumor cerebral el 15 de agosto de 2019, a los 59 años.
Mientras participaba en el juicio de Matrix Churchill fue citado en un caso de divorcio en Sudáfrica, en el que se reveló que había tenido aventuras con Valerie Harkess, la esposa de un abogado sudafricano, y sus hijas, Josephine y Alison. Después de los titulares sensacionalistas de los tabloides, la esposa de Clark, Jane, comentó lo que Clark había llamado "el aquelarre" con la frase: "Bueno, ¿qué esperas cuando te acuestas con tipos de abajo?". Se refirió a su marido como un "S, H, uno, T".

### Fallecimiento
Clark murió en el castillo de Saltwood el 5 de septiembre de 1999, a los 71 años, tras sufrir un tumor cerebral. Su cuerpo fue enterrado en los terrenos del castillo. A su muerte, su familia dijo que Clark quería que se dijera que había "ido a reunirse con Tom y los otros perros".

## Medios de comunicación
En 1993, Clark dio una conferencia de media hora de duración sobre Opinions, televisada por el Channel 4, de la que dijo en su diario: "Fue buena. Clara, segura, conmovedora. Parecía compuesto y en mi "mejor momento". Lo vio mucha gente. Todos estaban entusiasmados. Hoy en día, The Times se ha hecho eco de ella". En 1997 Clark presentó una serie de cuatro partes para la BBC titulada "Alan Clark's History of the Tory Party".
En 2004, John Hurt encarnó a Clark (y Jenny Agutter a su esposa Jane) en la serie de la BBC The Alan Clark Diaries, reavivando algunas de las controversias que rodearon su publicación original y llevando de nuevo su nombre a la prensa y los medios de comunicación británicos. En septiembre de 2009 se publicó una biografía autorizada de Alan Clark escrita por Ion Trewin, editor de sus diarios.

## Publicaciones
- Bargains at Special Prices (1960).
- Summer Season (1961).
- The Donkeys: A History of the British Expeditionary Force in 1915 (1961).
- The Fall of Crete (1963).
- Barbarossa: The Russian-German Conflict, 1941–1945 (1965).
- The Lion Heart: A Tale of the War in Vietnam (1969).
- Suicide of the Empires (1971).
- Aces High: The War in the Air over the Western Front 1914–1918 (1973).
- Diaries (tres volúmenes, 1972–1999):
  - Volume 1 Diaries: In Power 1983–1992 (1993).
  - Volume 2 Diaries: Into Politics 1972–1982 (2000).
  - Volume 3 Diaries: The Last Diaries 1993–1999 (2002).
- The Tories: Conservatives and the Nation State 1922–1997 (1998).
- Backfire: A Passion for Cars and Motoring (2001)